# Mckelveyite-(Nd)
La mckelveyite-(Nd) è un minerale.